# Громуха
Грому́ха — село в Україні, у Ганнівській сільській громаді Новоукраїнського району Кіровоградської області. Населення становить 97 осіб. Орган місцевого самоврядування — Ганнівська сільська рада.

## Населення
Згідно з переписом УРСР 1989 року чисельність наявного населення села становила 122 особи, з яких 57 чоловіків та 65 жінок.
За переписом населення України 2001 року в селі мешкало 97 осіб.

### Мова
Розподіл населення за рідною мовою за даними перепису 2001 року:
| Мова       | Відсоток |
| ---------- | -------- |
| українська | 87,63 %  |
| молдовська | 9,28 %   |
| російська  | 3,09 %   |